# Out Here

«Out Here» — п'ятий альбом каліфорнійського рок-гурту Love, випущений в грудні 1969 року.
Платівка названа на честь картини Берта Шенберга, зображеного на обкладинці альбому.

## Список композицій
Всі пісні написані Артуром Лі, за винятком вказаних.

### Перша сторона
1. «I'll Pray for You» — 3:50
2. «Abalony» — 1:50
3. «Signed D.C.» — 5:15
4. «Listen to My Song» — 2:28
5. «I'm Down» — 4:48

### Друга сторона
1. «Stand Out» — 3:00
2. «Discharged» — 1:30
3. «Doggone» — 12:00

### Третя сторона
1. «I Still Wonder» (Джей Донеллан, Артур Ли) — 3:05
2. «Love Is More Than Words Or Better Late Than Never» — 11:20
3. «Nice to Be» — 1:50
4. «Car Lights On in the Daytime Blues» — 1:10

### Четверта сторона
1. «Run to the Top» — 3:00
2. «Willow Willow» — 3:22
3. «Instra-Mental» — 3:00
4. «You Are Something» — 2:05
5. «Gather 'Round» — 5:50

## Учасники запису

### Love
- Артур Лі — ритм-гітара, фортепіано, орган, вокал
- Джей Донеллан — соло-гітара
- Френк Фаяд — бас-гітара
- Джордж Суранович — ударні

### Запрошені музиканти
- Джим Хобсон — орган, фортепіано (треки 1, 13)
- Пол Мартін — соло-гітара (5)
- Гері Роулс — соло-гітара (10)
- Дрейчен Тікер — ударні (3)